# Moieta

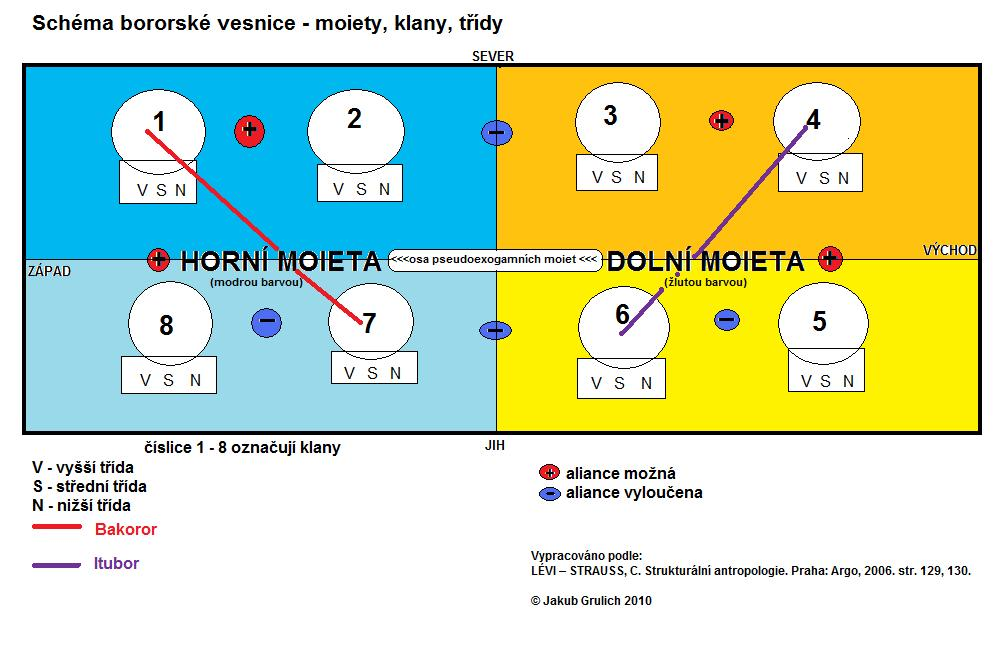
Schéma moietového uspořádání vesnic jihoamerického kmene Bororo (dle C. Léviho-Strausse)

Moieta (z franc. moitié, „polovina“) je sociologicko-etnografický termín označující jednu ze dvou částí nějakého příbuzenského společenství, nejčastěji kmene. Původ člena moiety je určován unilineárně, a to buď ve skupině otce (patrilinearita) nebo matky (matrilinearita). Zvláštností takto uspořádané společnosti je povinná exogamie mezi moietami navzájem, tj. jedinec si musí hledat partnera výhradně v druhé moietě, než ke které sám náleží a nikde jinde. Toto uspořádání lze nalézt u Indiánů nebo Austrálců, pokud se jim ovšem podařilo zachovat původní způsob života a nebyli začleněni do moderní společnosti s její atomizovanou strukturou.